# زنبورخوار ریش‌آبی
زنبورخوار ریش‌آبی (نام علمی: Nyctyornis athertoni) گونه‌ای زنبورخوار است که در بیشتر شبه‌قاره هند و بخش‌هایی از جنوب شرق آسیا یافت می‌شود. این زنبورخوار در پاکتراشی‌های جنگلی یافت می‌شود. عمدتاً در منطقه مالایا یافت می‌شود اما از غرب تا شبه‌جزیره هند گسترش می‌یابد. پرهای آبی گلوی آن دراز و اغلب کرکی است که نام آن را به آن داده است. آنها صدای بلندی دارند، اما به اندازه زنبورخواران کوچک‌تر فعال یا پرنشاط نیستند، و دم مربعی آنها بدون سیم‌های معمولی است که از محورهای بلندتر پرهای دم مرکزی که در بسیاری از زنبورخواران دیگر یافت می‌شود.